# Far Cry 3
Far Cry 3 ist ein Computerspiel aus dem Genre der Open-World-Ego-Shooter und der dritte Teil der Far-Cry-Spielreihe. Das Spiel erschien am 29. November 2012 für Windows, Xbox 360 und PlayStation 3. Entwickelt wurde es von mehreren Studios des französischen Konzerns Ubisoft unter der Federführung von Ubisoft Montreal.
Schauplatz des Spiels sind zwei fiktive Inseln im Pazifik. Der Spieler übernimmt die Rolle von Jason Brody, einem jungen Amerikaner, der bei einer Urlaubsreise mit seinen Freunden in die Hände von Piraten fällt. Nach seiner Flucht aus dem Piratenlager bemüht er sich darum, seine Freunde zu befreien und den Anführer der Piraten, Vaas Montenegro, zu töten.
Far Cry 3 baut auf dem Spielkonzept des Vorgängers auf. Zentrales Element ist die weitläufige, frei begehbare Spielwelt, in der dem Spieler zahlreiche Handlungsoptionen offenstehen. Neue Funktionen gegenüber dem Vorgänger sind Tierjagden, Minispiele wie Poker oder Messerwerfen und die Möglichkeit, den eigenen Charakter schrittweise zu entwickeln und mit neuen Fähigkeiten auszustatten.
Von der Presse wurde Far Cry 3 positiv aufgenommen. Tester lobten unter anderem die Neuerungen gegenüber dem Vorgänger, die vielfältigen Möglichkeiten des Spielers und die abwechslungsreiche Gestaltung der Missionen. Große Beachtung erfuhr auch die Handlung. Während einige Pressestimmen sie als unglaubwürdig und oberflächlich kritisierten, bewerteten andere sie aufgrund einiger für Shooter ungewöhnliche Ansätze wie der Einbindung des Method Acting, einer Lehrmethode der Schauspielerei, als innovativ und tiefgründig.
Das Spiel erreichte hohe Verkaufszahlen. Knapp zwei Jahre nach der Veröffentlichung verkündete Ubisoft, von Far Cry 3 zehn Millionen Exemplare verkauft zu haben. Am 18. November 2014 erschien der Nachfolger Far Cry 4.

## Handlung
Far Cry 3 erzählt eine von den Vorgängern unabhängige Geschichte. Der Protagonist Jason Brody und seine Freunde Oliver, Daisy, Keith und Liza sowie seine Brüder Grant und Riley werden im Urlaub auf der tropischen Insel Rook Island von Piraten gefangen genommen. Jason gelingt es, mit seinem Bruder Grant aus der Piratenbasis zu fliehen. Letzterer wird allerdings bei der Flucht vom Anführer der Piraten, Vaas, erschossen. Jason wird inzwischen von Dennis Rogers, einem Mitglied des einheimischen Stammes der Rakyat, gefunden. Rogers versucht, Jason davon zu überzeugen, den Rakyat in ihrem Kampf gegen die Piraten zu helfen. Jason willigt ein, da er seine Freunde aus der Gewalt der Piraten befreien will. Daraufhin gewähren ihm die Rakyat Zugriff auf Waffen und Ausrüstung.
Mit Dennis’ Hilfe spürt Jason Daisy, die ebenfalls vor den Piraten fliehen konnte, im Haus des Arztes Earnhardt auf. Dieser zeigt Jason eine Höhle in der Nähe seines Hauses, die ihm und seinen Freunden fortan als Unterschlupf dient. Dort finden sie auch ein Boot, das allerdings nicht fahrtauglich ist.
Gemeinsam mit den Rakyat erobert Jason die Pirateninsel durch das Ausschalten ihrer zahlreichen Außenposten. Dabei befreit er beinahe alle seine Freunde, lediglich seinen Bruder Riley findet er nicht. Inzwischen stellt ihn Dennis der Anführerin der Rakyat, Citra, vor. Außerdem trifft Jason auf den CIA-Agenten Willis Huntley, der auf den Sklavenhändler Hoyt Volker, der auch Vaas’ Piratenbande kontrolliert, angesetzt wurde. Huntley lässt Jason Informationen über die Inseln zukommen und hilft ihm bei der Befreiung seines Freundes Oliver. Außerdem informiert er ihn, dass Keith an den Sklavenhändler Bambi 'Buck' Hughes verkauft wurde. Hughes bietet Jason an, Keith freizulassen, wenn er ihm einen chinesischen Dolch, der auf der Insel vergraben ist, beschafft. Jason findet den Dolch und übergibt ihn dem Sklavenhändler. Als dieser sich dennoch weigert, Keith freizulassen, tötet Jason ihn. Keith informiert Jason daraufhin, dass sein Bruder Riley von den Piraten erschossen wurde.
Schließlich greift Jason Vaas in seiner Festung an. Im Vorfeld von Citra unter Drogen gesetzt, streckt er Vaas nieder. Allerdings besteht die Bedrohung durch die Piraten weiterhin. Südlich von Rook Island befindet sich ein Stützpunkt, den Hoyt Volker kontrolliert. Dieser verfügt über eine Söldnerarmee, die auch Vaas’ Aktivitäten kontrollierte. Jason entschließt sich, Hoyt zu töten. Huntley setzt Jason auf Hoyts Insel ab und weist ihn an, Sam Becker, einen weiteren Agenten, zu suchen. Sam Becker, der undercover als Söldner für Hoyt arbeitet, hilft Jason, sich in Hoyts Organisation einzuschleusen. Nachdem Jason in dessen Villa auf seinen Bruder Riley gestoßen ist, arbeitet er mit Sam einen Plan aus, ihn zu befreien und Hoyt auszuschalten. Dazu locken sie ihn bei einem Pokerspiel vermeintlich in eine Falle, doch Hoyt durchschaut Jasons und Sams Absichten und tötet letzteren. Anschließend greift er Jason an, dem er im Zweikampf unterliegt. Daraufhin befreit er seinen Bruder Riley von einem Flugplatz, auf dem dieser von den Söldnern gefangen gehalten wird.
Als Jason und Riley zu ihren Freunden zurückkehren wollen, entdecken sie, dass das Haus von Earnhardt von den Rakyat angegriffen und ihre Freunde in Citras Tempel verschleppt wurden. Jason bricht unverzüglich zum Tempel auf und wird dort von Citra aufgefordert, seine Freunde zu töten und sich ihrem Stamm anzuschließen. Hier kann der Spieler wählen, ob er Citras Aufforderung nachkommt oder seine Freunde rettet.
Entscheidet er sich für Letzteres, versucht Rogers, Jason für seine Weigerung zu erstechen. Citra stellt sich jedoch vor Jason und wird tödlich getroffen. Rogers lässt daraufhin, entsetzt über Citras Tod, von Jason ab. Dessen Freunde verlassen die Insel mit dem Schiff, das sie inzwischen repariert haben, er selbst bleibt jedoch auf Rook Island zurück. Entscheidet er sich für Ersteres, kommt es zum Geschlechtsverkehr zwischen Jason und Citra. Daraufhin tötet Citra ihn, da sie seine Funktion für den Stamm, das Zeugen eines neuen Anführers, als erfüllt ansieht.

## Spielprinzip

### Allgemein
Das Kernelement des Spiels ist die Einzelspieler-Kampagne. In dieser ist es das Hauptziel des Spielers, seine Freunde aus der Hand der Piraten zu befreien. Daneben versucht er, die Piratenanführer Vaas Montenegro und Hoyt Volker auszuschalten. Diese Ziele verwirklicht der Spieler in Form von aufeinander folgenden Missionen. Die jeweiligen Einsatzziele variieren von dem reinen Anrichten von großflächigem Schaden über das Ausschalten einzelner Ziele bis hin zum Infiltrieren feindlicher Basen. Außerhalb dieser Missionen kann der Spieler jedoch jederzeit die Spielumgebung ohne konkrete Zielvorgabe erkunden.
Darüber hinaus verfügt Far Cry 3 über einen Mehrspieler-Part. Dieser umfasst eine separate Koop-Kampagne für bis zu vier Spieler sowie einen Gefechts-Modus, der aus verschiedenen kurzweiligen Einsatztypen mit bis zu 16 Spielern besteht.

### Spielwelt
Far Cry 3 bietet eine frei begehbare Spielwelt, die aus zwei fiktiven Inseln besteht. Anfänglich ist nur eine dieser Inseln begehbar, diejenige, auf der der Spieler startet. Bei Spielbeginn steht diese weitgehend unter der Kontrolle von Piraten. Die Piraten besitzen mehrere Stützpunkte, in deren Umgebung sie regelmäßig patrouillieren. Außerdem führen sie hin und wieder Angriffe gegen Zivilisten und Truppen der Rakyat aus.
Anders als in Far Cry 2 besitzt der Spieler die Möglichkeit, die feindlichen Außenposten zu erobern. Besiegt er die verteidigende Garnison, wechselt der Posten in den Besitz der Rakyat. Der Spieler kann sich in befreiten Posten mit Waffen und Ausrüstung versorgen. Ferner kann er jederzeit mit der Schnellreisefunktion zu beliebigen Posten, die im Besitz der Rakyat stehen, reisen. Im Vorgänger existierte ein ähnliches Konzept, das in seinem Umfang jedoch deutlich beschränkter ausfiel. Ebenfalls stehen dem Spieler einige Fahrzeuge, darunter Boote, Gleiter, Trucks und PKW, die in der Spielwelt verteilt sind, zu beliebiger Verwendung zur Verfügung.
Die Spielwelt bietet abseits der Kampagne diverse Aufgaben. So gibt es zahlreiche Artefakte, Briefe japanischer Soldaten aus dem Zweiten Weltkrieg und Speicherkarten, die der Spieler bei seinen Erkundungen sammeln kann. Sammelt der Spieler diese Gegenstände in ausreichender Zahl, erhält er Zugang zu überdurchschnittlich starken Waffen. Einige Aufträge, etwa Attentate oder Tierjagden, werden an Außenposten ausgeschrieben.
An bestimmten Orten, etwa auf Farmen, trifft der Spieler außerdem auf Zivilisten. Diese können ebenfalls als Auftraggeber fungieren. Sie bieten dem Spieler aber auch verschiedene Minispiele an, darunter Poker oder Messerwerfen.
Der Spieler erhält Zugang zur zweiten Insel, sobald er Vaas im Laufe der Hauptmissionen besiegt hat. Auf dieser Insel finden die letzten Hauptmissionen statt. Dem Spieler steht ab da die Möglichkeit offen, per Schnellreise oder per Boot zwischen den beiden Inseln zu reisen. Das Geschehen auf der zweiten Insel, die unter der Kontrolle von Söldnern steht, ähnelt dem der ersten. Der Spieler versucht, die Insel von der Söldnerherrschaft zu befreien und den Sklavenhändler Hoyt Volker zu töten. Dazu erhält der Spieler einige zusätzliche Möglichkeiten für sein taktisches Vorgehen, darunter die Möglichkeit, feindliche Posten mithilfe einer Söldner-Uniform zu infiltrieren und einen Wingsuit.

### Kampf
Kämpfe beginnen, wenn der Spieler in Kontakt mit feindlichen Piraten gelangt. Nähert sich der Spieler Feinden, weist ihn eine Anzeige darauf hin. Die Anzeige informiert ebenfalls darüber, ob die Gegner ihn entdeckt haben.
Das Spiel unterstützt taktisches Vorgehen, in dem der Spieler Gegner zunächst mit einer Kamera markieren kann. Dadurch sieht er die Gegner inklusive ihrer Blickrichtung auf der Minikarte und kann sie mit Fernwaffen oder per Takedown, einer besonderen Angriffsbewegung, unentdeckt töten, was mit zusätzlichen Erfahrungspunkten belohnt wird.

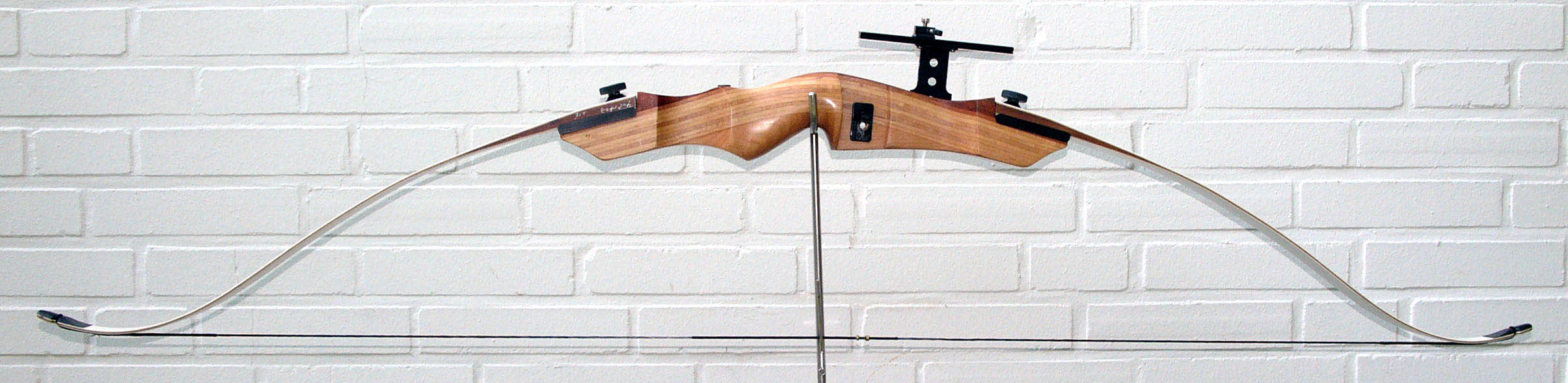
Der Bogen ist eine neue Waffe in Far Cry 3.

Für Kampfsituationen stehen dem Spieler zahlreiche Waffentypen zur Auswahl, von denen er je nach Stand der Ausrüstung bis zu vier mitführen kann. Diese umfassen in erster Linie Pistolen, Sturmgewehre und Maschinengewehre. Weiterhin stehen Raketenwerfer, ein Flammenwerfer sowie ein Recurve-Bogen zur Auswahl. Als Wurfwaffen stehen dem Spieler Granaten und Molotowcocktails zur Verfügung. Außerdem führt die Figur dauerhaft eine Machete mit sich.
Ein Großteil der Waffen steht dem Spieler von Beginn an zur Verfügung, er muss diese allerdings käuflich erwerben. Das dazu erforderliche Geld erwirbt der Spieler durch Aufträge, Minispiele und Plünderung. Befreit der Spieler Funktürme, die von den Piraten mit Störsendern versehen wurden und die Insel dadurch von der Außenwelt abschneiden, werden ihm die Waffen schrittweise kostenlos überlassen.

### Charakterentwicklung
Far Cry 3 enthält als eine Neuerung einige Rollenspiel-Elemente. So sammelt der Spieler Erfahrungspunkte, die er in neue Fähigkeiten investieren kann. Diese verschaffen ihm wiederum Vorteile im Kampf. Die Fähigkeiten sind in drei Gruppen untergliedert und können der Reihe nach durch Absolvieren von Hauptmissionen freigeschaltet werden.
Außerdem verfügt der Spieler in Anlehnung an Rollenspiele über ein umfangreiches Inventar, in dem er gesammelte Pflanzen oder Tierfelle sammelt. Pflanzen können an den meisten Orten geerntet werden und dienen zur Herstellung von Spritzen. Mit Spritzen kann sich der Spieler von Verletzungen heilen oder bestimmte Fähigkeiten kurzzeitig steigern. Tierfelle, die der Spieler durch Jagd in freier Wildbahn erhält, dienen zur Herstellung von Ausrüstungsgegenständen, beispielsweise ein größerer Waffengurt oder ein größerer Köcher.

### Benutzeroberfläche
Die Benutzeroberfläche ist gegenüber Far Cry 2, das im Spielgeschehen meist keine Elemente anzeigte, deutlich umfangreicher. Sie zeigt standardmäßig eine Minikarte, eine Anzeige mit der aktuellen Anzahl der Lebenspunkte die Anzahl der mitgeführten heilenden Spritzen und einen Höhenmesser. Wählt der Spieler eine Waffe aus, wird zusätzlich der mitgeführte Munitionsvorrat für diese Waffe angezeigt.
Die Kamera zeigt das Geschehen wie im Vorgänger durchgängig aus der Egoperspektive. Dadurch erlebt der Spieler das Geschehen aus den Augen der Hauptfigur.

## Entwicklungsgeschichte

### Entwicklung

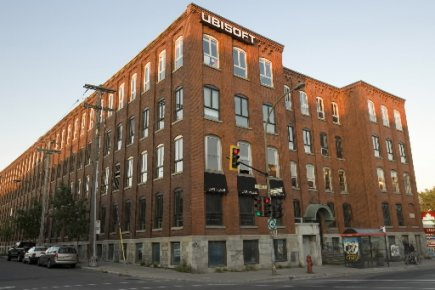
Ubisoft Montreal entwickelte den Hauptteil des Spiels.

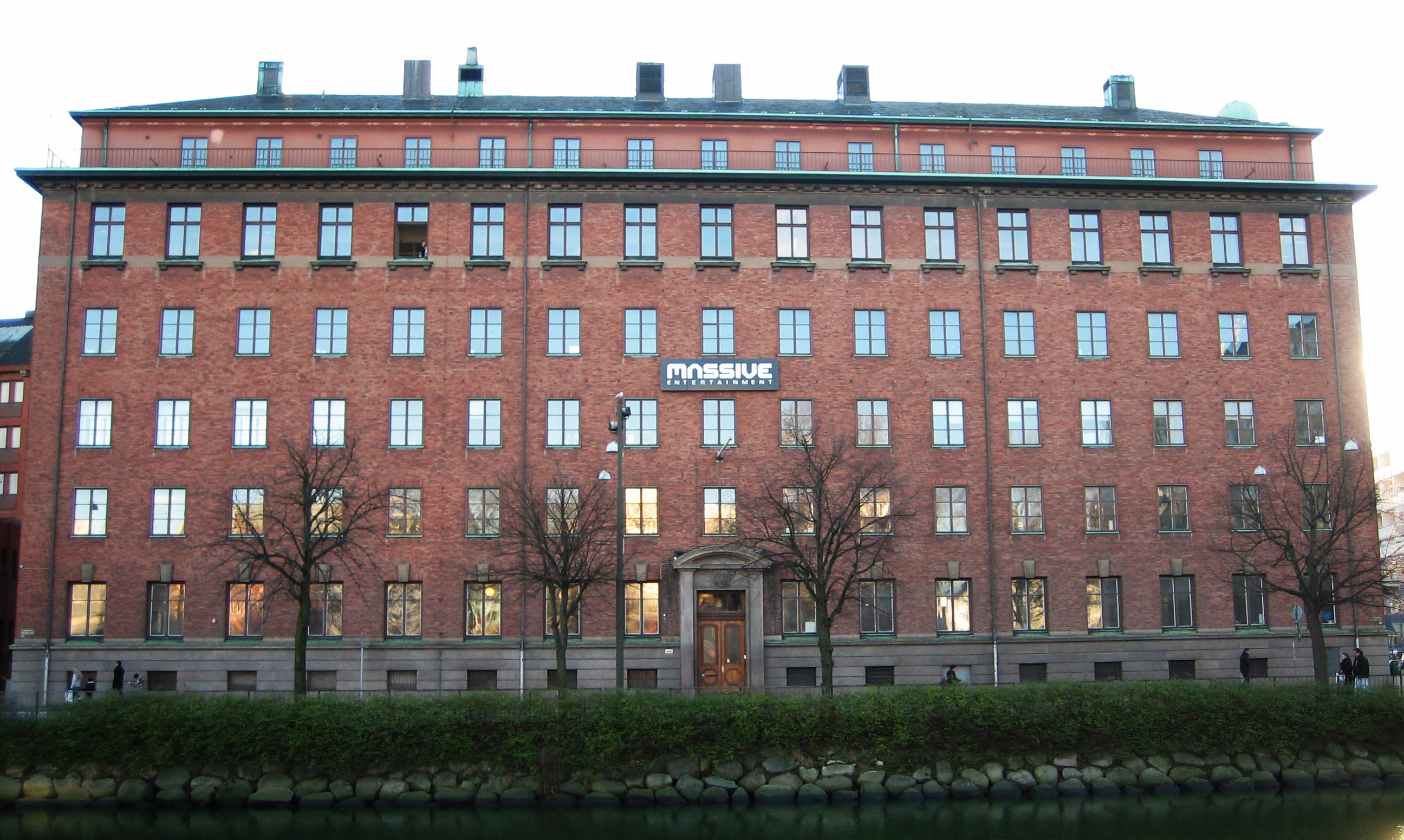
Massive Entertainment konzipierte den Mehrspieler-Modus.

2009 erwähnte ein Mitarbeiter von Ubisoft Montreal, erstmals, dass das Studio seit längerer Zeit an einem Nachfolger zu Far Cry 2 arbeiten würde. Zu diesem Zeitpunkt war das Spiel allerdings noch in einem frühen Stadium. Ein Jahr später berichtete das amerikanische Magazin PC Gamer, dass die Entwicklung bereits in einem fortgeschrittenen Stadium sei. Eine offizielle Ankündigung durch Ubisoft blieb aber noch aus. Die schwedischen Verkaufsplattformen Game und Webhallen nahmen das Spiel allerdings in ihr Programm auf und gaben eine Veröffentlichung für 2010 an. Diese ist jedoch nicht erfolgt.
Eine erste Vorführung des Spiels erfolgte auf der Messe E3 2011 in Los Angeles. Als Entwicklungsziel gab Ubisoft Montreal das Schaffen einer größeren Spielwelt als im Vorgänger an, die deutlich belebter sein sollte. Damit wollten die Entwickler eine häufig kritisierte Schwäche des Vorgängers ausgleichen, die mangelnde Abwechslung. Auch sollten Handlungen des Spielers einen deutlicheren Einfluss auf die Spielwelt haben.
In einer Pressemitteilung gab Ubisoft den 6. September 2012 als voraussichtliches Veröffentlichungsdatum an. In der gleichen Mitteilung ging das Unternehmen auf den Mehrspieler-Part des Spiels ein. Dieser wurde vom schwedischen Studio Massive Entertainment entwickelt, das unter anderem für das Strategiespiel World in Conflict verantwortlich zeichnete. In einem kurzen Bericht beschrieb Ubisoft die Funktionen des Mehrspieler-Modus. Er würde ähnliche Spielmodi wie Far Cry 2 umfassen und Partien mit bis zu 16 Spielern ermöglichen. Ferner würde den Spielern ein Editor zur Verfügung stehen, um eigene Mehrspieler-Karten zu entwickeln. Laut Massive Entertainment solle sich die Mehrspieler-Komponente von Far Cry 3 durch ein kooperatives Teamspiel auszeichnen.
Auf eine Nachfrage hin erteilte das schwedische Studio der Veröffentlichung von Modding-Programmen eine Absage, da die Architektur des Spiels nicht auf einfaches Bearbeiten durch Dritte ausgelegt sei.

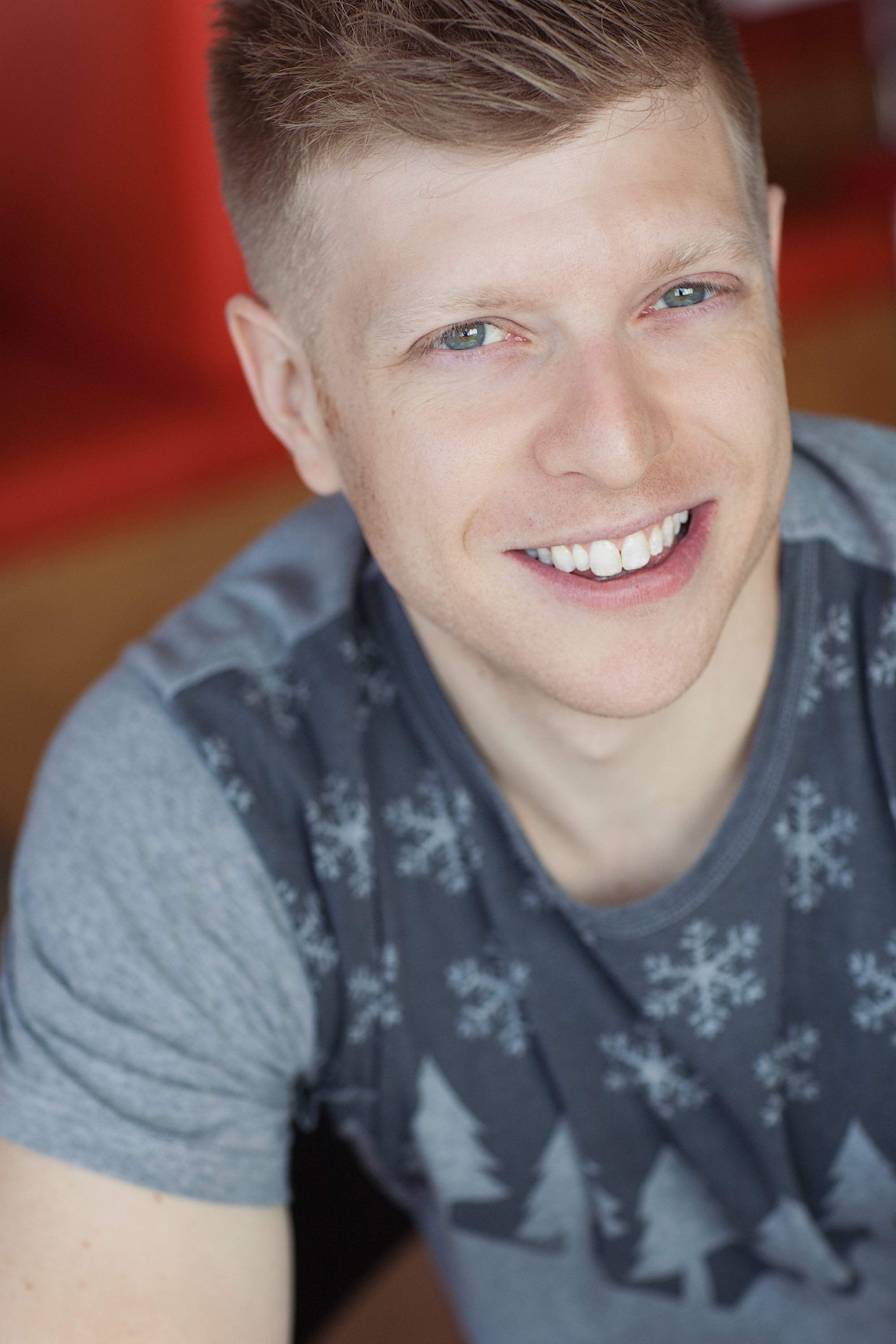
Jeffrey Yohalem konzipierte die Handlung des Spiels.

Ubisoft kündigte an, im Sommer einen geschlossenen Betatest, einer Veranstaltung, bei der Spieler eine fast fertige Version des Spiels testen können, für den Mehrspieler-Modus durchzuführen. Zugang zu diesem Testprojekt erhielten Gewinner eines Gewinnspieles und Käufer des im Mai 2012 bei Ubisoft erschienenen Ghost Recon: Future Soldiers. Anfang Juni kündigte Ubisoft an, dass das Spiel eine kooperative Kampagne, eine Kampagne, in der mehrere Spieler gemeinsam Missionen erfüllen würde, erhalten werde. Ende Juni wurde verkündet, dass sich die Entwicklung des Spiels verzögere und das Spiel daher frühestens im November erscheinen werden.
An Far Cry 3 arbeiteten zahlreiche Abteilungen von Ubisoft mit. Ubisoft Montreal entwickelte die Hauptkomponenten des Spiels. Massive Entertainment leitete die Ausgestaltung des Mehrspieler-Modus. Ubisofts Niederlassung in Shanghai gestaltete die Missionen des Einzelspieler-Modus und die Tiere. Der Driver-Entwickler Reflections wurde mit der Gestaltung der Fahrzeuge beauftragt. Ubisoft Red Storm konzipierte die Benutzeroberfläche und wirkte bei der Planung und der Portierung für die Plattform Windows mit. Das Ubisoft-Studio in Bukarest war für die Qualitätssicherung zuständig.
Das Team der leitenden Entwickler wurde gegenüber Far Cry 2 neu zusammengestellt. Es setzte sich zusammen aus Jamie Keen, Kevin Guillemette und Andrea Zanini. Als Inspirationsquellen für einige Elemente des Nachfolgers gab Keen Rollenspiele und Open-World-Spiele an, etwa Red Dead Redemption oder Elder Scrolls. Ausführender Produzent war Dan Hay.
Die Spielhandlung wurde von Jeffrey Yohalem, der bereits als Autor an Assassin’s Creed II und Assassin’s Creed: Brotherhood beteiligt war, entwickelt. Yohalem orientierte sich bei seinen Entwürfen an Filmen wie Pulp Fiction oder Apocalypse Now. Er gab als Leitidee an, dass das Spiel aufzeigen solle, welche Auswirkungen das gegenseitige Töten auf die Gesellschaft habe. Gewalttätige Sequenzen seien nicht verharmlost oder in eine positive Rahmenhandlung eingebunden, sondern sollen die Spieler dazu anregen, die Vorgänge zu hinterfragen. Dies werde beispielsweise dadurch realisiert, dass die Spielfigur zu Beginn noch keine Kampferfahrung besitzt und sich das Töten erst selbst beibringen muss. Weiterhin würde das Spiel einige gängige Videospiel-Klischees, etwa Sexismus oder die häufige Darstellung von Stereotypen, aufgreifen und satirisch kommentieren. Hay sprach in einem Interview davon, dass das Spiel emotionaler als der Vorgänger sein werde. Der Schlüssel dazu seien die Charaktere, die den Spieler in ihren Bann ziehen sollen.
Ein Anliegen des Autors war, eine besondere Bindung des Spielers zu seiner Rolle herzustellen. Dazu griff er auf das Konzept des Method Acting zurück, eine Schauspielform, die sich durch eine starke Identifikation mit der gespielten Rolle auszeichnet. Der Spieler solle wahrnehmen können, dass seine Entscheidungen im Spiel die Spielwelt und andere Spielfiguren beeinflussen. Yohalem wählte außerdem gezielt einen durchschnittlichen, im Kampf unerfahrenen Charakter als Hauptfigur anstelle eines trainierten Soldaten oder Agenten. Dies sollte es Spielern einfacher machen, sich in die Figur hineinzuversetzen.

### Technik

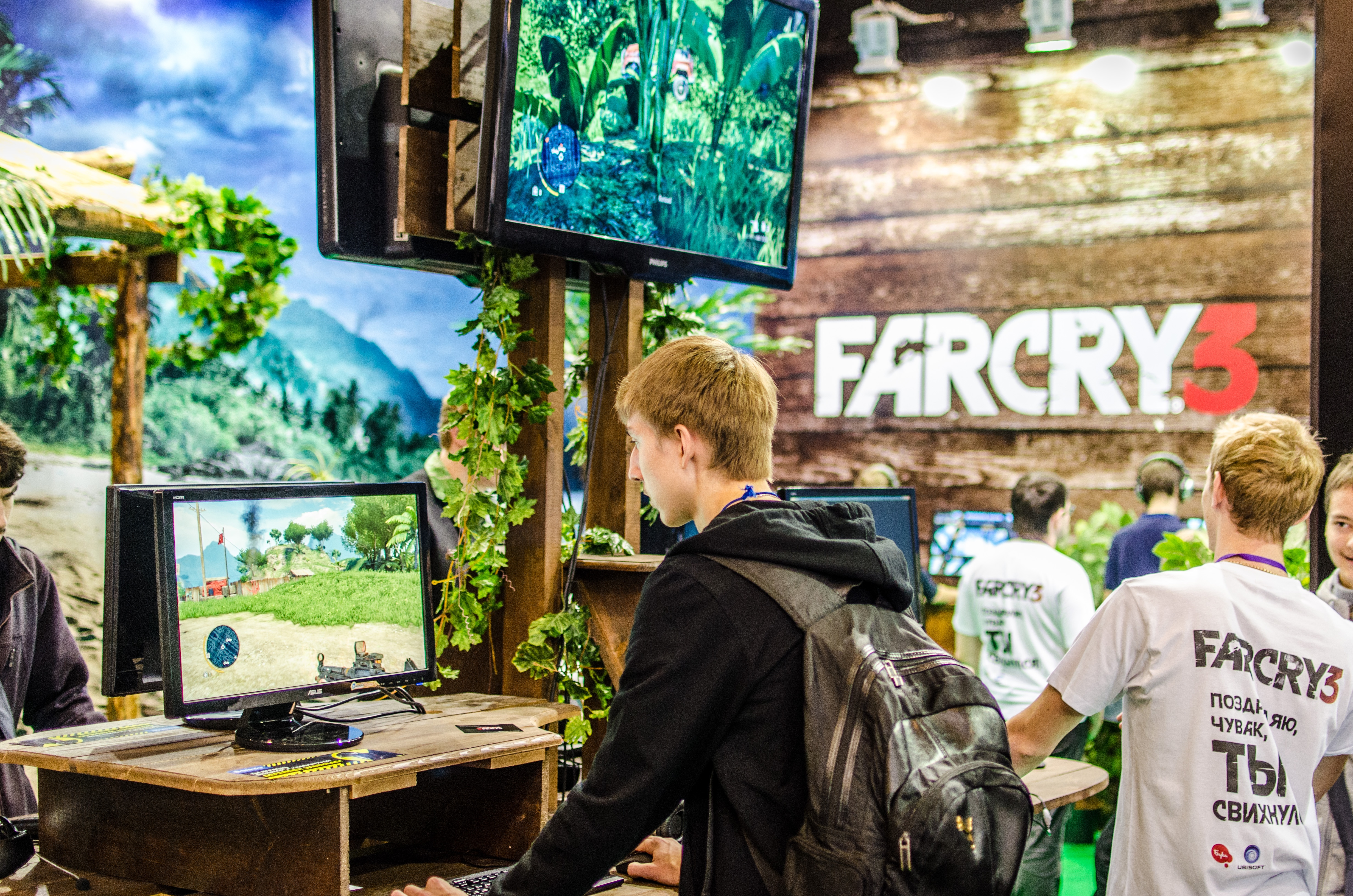
Ausstellung auf der IgroMir 2012

In technischer Hinsicht baut Far Cry 3 auf einer modernisierten Version der aus dem Vorgänger bekannten Dunia Engine, die sich unter anderem durch eine detaillierte Feuer- und Wettersimulation auszeichnet, auf. In ihrer aktualisierten Fassung unterstützt sie die Programmierschnittstelle DirectX 11 und bietet einige neue Grafikeffekte wie Alpha to Coverage, was die Darstellung von Gräsern und Sträuchern verbessert. Weiterhin wurden die Shader und damit die Rendering-Effekte, insbesondere die Darstellung von Schatten verbessert. Dies geschieht beispielsweise durch Umgebungsverdeckung.
Die künstliche Intelligenz, die die computergesteuerten Figuren lenkt, wurde dahingehend entwickelt, sich an dem Vorgehen des Spielers zu orientieren. Sie analysiert, welche Taktiken der Spieler bei einem Angriff nutzt und reagiert dementsprechend.

### Ton und Synchronisation

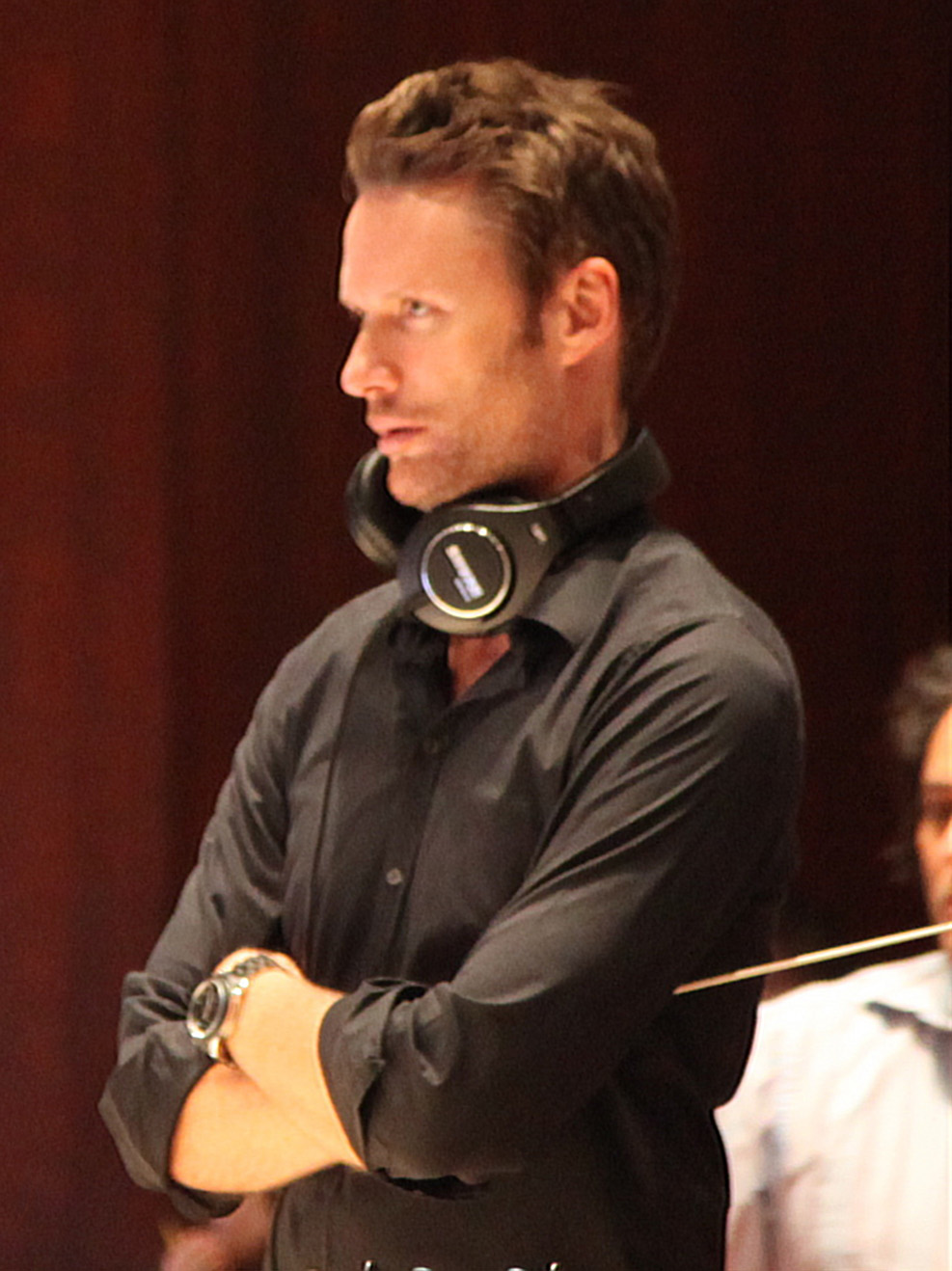
Komponist Brian Tyler

Die Spielmusik wurde von Brian Tyler, der bereits an zahlreichen Filmen, darunter The Expendables oder Battle: Los Angeles, mitwirkte, komponiert. Sie nutzt zahlreiche Elektronik- und Dubstep-Effekte und wurde als Download auf den Musikplattformen Qobuz und iTunes veröffentlicht.
Im englischen Original war für die Rolle von Brody ursprünglich Elias Toufexis vorgesehen, der unter anderem die Hauptfigur von Deus Ex: Human Revolution, Adam Jensen, vertonte. Nach Veröffentlichung des Deus-Ex-Spiels wurde Toufexis durch einen anderen Sprecher ersetzt, da Ubisoft vermeiden wollte, dass beide Figuren zu ähnlich klingen.
Protagonist Jason Brody wird in der deutschen Synchronisation von Gerrit Schmidt-Foß gesprochen, der unter anderem Leonardo DiCaprio seine Stimme leiht. Der Anführer der Piratenbande wird von Simon Jäger synchronisiert, der Synchronstimme von Matt Damon und Heath Ledger. Die Filmsequenz zu Beginn des Spiels wurde mit dem Titel Paper Planes der Sängerin M. I. A. unterlegt.
| Figur                | Originalstimme    | deutsche Stimme          | Rolle                                                      |
| -------------------- | ----------------- | ------------------------ | ---------------------------------------------------------- |
| Jason Brody          | Gianpaolo Venuta  | Gerrit Schmidt-Foß       | Hauptfigur                                                 |
| Riley Brody          | Alex Harrouch     | Konrad Bösherz           | Jasons jüngerer Bruder                                     |
| Grant Brody          | Lane Edwards      | Boris Tessmann           | Jasons älterer Bruder, ehemaliger Soldat                   |
| Vaas Montenegro      | Michael Mando     | Simon Jäger              | Piratenanführer, Antagonist des Spiels                     |
| Agent Willis Huntley | Alain Goulem      | Udo Schenk               | US-Agent, unterstützt Jason mit Informationen              |
| Bambi 'Buck' Hughes  | Julian Casey      | Ronald Nitschke          | Einheimischer Sklavenhändler                               |
| Citra Talugmai       | Faye Kingslee     | Vera Teltz               | Anführerin der Rakyat                                      |
| Daisy Lee            | Natalie Brown     | Marie Bierstedt          | Grants Freundin                                            |
| Dennis Rodgers       | Charles Whitfield | Charles Rettinghaus      | Rakyat, Jasons erste Kontaktperson                         |
| Dr. Alec Earnhardt   | Martin Kevan      | Bodo Wolf                | Medizinmann, bietet Jason und seinen Freunden Unterschlupf |
| Hoyt Volker          | Steve Cumyn       | Hans-Jürgen Wolf         | Söldneranführer, Antagonist des Spiels                     |
| Keith Ramsay         | James A. Woods    | Kim Hasper               | Jasons Freund                                              |
| Liza Snow            | Mylène Dinh-Robic | Claudia Urbschat-Mingues | Jasons Freundin                                            |
| Sam Becker           | Stephen Bogaert   | Torsten Michaelis        | US-Agent, hilft Jason gegen Hoyt                           |
| Oliver Carswell      | Christian Hodko   | Tobias Müller            | Jasons Freund                                              |
| Hurk Drubman Jr.     | Dylan Taylor      | Christoph Banken         | Söldner, taucht nur im DLC Monkey Business auf             |

### Veröffentlichung
Am 29. November 2012 wurde das Spiel in Europa und Australien veröffentlicht. Einen Tag zuvor veranstaltete Ubisoft in Sydney eine Werbeveranstaltung, bei der Besucher kostenlos Laser Tag spielen konnten. Am 4. Dezember erschien es in Nordamerika. Bei der Veröffentlichung erschien das Spiel in einer normalen und in einer limitierten Edition, die den Namen Insane Edition erhielt. Diese beinhaltete einige Zusatzinhalte für das Spiel, eine Tasche, eine Wackelfigur des Antagonisten und weitere Extras. Vorbesteller erhielten ebenfalls Zusätze in Form von Missionen, Waffen oder Waffenlackierungen. Die genaue Ausgestaltung der Zusätze variierte zwischen den einzelnen Anbietern.
Bereits am Tag der Veröffentlichung erschien ein erster Patch zur Behebung von Stabilitätsproblemen im Mehrspieler-Modus. Im Januar 2013 veröffentlichte Ubisoft eine kostenlose Erweiterung namens High Tides, die zusätzliche Missionen für die Mehrspieler-Kampagne der PlayStation-3-Version des Spiels hinzufügte. Anfang Februar wurde das Paket auch für die Windows-Version nachgereicht.
Anfang 2013 erschien das Spiel auch in Japan. Die japanische Version erfuhr einige Zensuren, da die originale Version von den japanischen Behörden als zu brutal eingestuft wurde.
Am 1. April wurde eine Website freigeschaltet, die ein Spiel namens Far Cry 3: Blood Dragon bewarb. Zuvor hatte Yves Guillemot, der CEO von Ubisoft, erwähnt, dass ein neues Far-Cry-Projekt in Arbeit sei. In den folgenden Tagen erschienen Screenshots und anderes Material zum kommenden Titel. Am 11. April bestätigte Ubisoft schließlich, dass Far Cry 3: Blood Dragon in Arbeit sei. Es würde inhaltlich keine Verbindung zum Grundspiel haben und in den 80er-Jahren spielen. Als voraussichtliches Erscheinungsdatum wurde der 1. Mai des gleichen Jahres genannt. Im Juni des gleichen Jahres kündigte Ubisoft an, dass ein Film auf Basis von Far Cry 3 in Arbeit sei.

## Rezeption

### Rezensionen
Far Cry 3 wurde von der Fachpresse weitgehend positiv beurteilt. Die Wertungen für die einzelnen Plattformen fielen dabei recht ähnlich aus. Die Online-Datenbank Metacritic, die Testberichte sammelt und auswertet, berechnete für die einzelnen Umsetzungen zwischen 88 und 91 %.
Mitch Dyer vom Online-Magazin IGN beschrieb Far Cry 3 auf allen Plattformen als sehr gelungen. Die Handlung und die Entwicklung der Hauptfigur seien überzeugend inszeniert. Eine weitere Stärke des Spiels sei die außergewöhnliche Handlungsfreiheit der Spieler, die sich sowohl bei der Erforschung der Insel als auch in Kampfsequenzen zeige. Diese Stärken kommen im Mehrspieler-Modus allerdings etwas zu kurz.
Auch in einem Testbericht des Schweizer Magazins Insidegames schnitt Far Cry 3 gut ab. Der Autor, der die PlayStation-Version testete, lobte die detailliert ausgearbeitete Spielwelt, und die Gestaltung der Handlung und der Figuren. Allerdings seien die einzelnen Missionen zu linear aufgebaut. Kritik übte der Autor auch an den Jagdaufgaben, die zu zahlreich seien und dadurch aufgezwungen wirken. Die technische Seite des Spiels sei insgesamt überzeugend. Die Grafik sei von hoher Qualität. Besonders zeige sich dies bei der Darstellung von Natur und von Feuer. Lediglich Kantenflimmern sei ein Problem. Die deutsche Synchronfassung sei ebenfalls sehr gut gelungen, es falle aber insbesondere in Zwischensequenzen unangenehm auf, dass die Figuren nicht lippensynchron sind.
In einem Test des Magazins Eurogamer erhielt die PlayStation-3-Version die Höchstwertung von 10 Punkten. Autor Tom Bramwell beschrieb Far Cry 3 als Ubisofts bestes Spiel seit dem 2010 erschienenen Assassin’s Creed: Brotherhood. Die Spielwelt sei detailliert ausgearbeitet und wirke sehr belebt. In spielerischer Hinsicht seien die Kämpfe um die Außenposten aufgrund der vielfältigen Arten von Taktiken, die der Spieler anwenden kann, der Höhepunkt von Far Cry 3. Ebenfalls überzeugend seien die offen gestalteten Kampagnenmissionen. Weiterhin punkte das Spiel mit einem umfangreichen Waffenarsenal, einem ansprechenden Mehrspieler-Modus und einem Karteneditor. Alexander Bohn-Elias vom deutschsprachigen Ableger von Eurogamer vergab in einem Test der Windows-Version einen Punkt weniger. Dies stand jedoch nicht im Zusammenhang mit der Plattform. Vielmehr verhinderten kleinere Handlungs- und Balancing-Schwächen sowie das Speichersystem eine Höchstwertung.
Spiegel-Autor Carsten Görig lobte, dass Far Cry 3 dem Chaos freie Hand lasse. Dadurch ergeben sich für den Spieler immer wieder neue Situationen, die ihn immer wieder aufs Neue herausfordern. Dem Spiel gelinge es so, über einen langen Zeitraum hinweg fesselnd zu bleiben. Die Handlung trete dabei angenehm in den Hintergrund zurück. Irritierend seien allerdings die Kämpfe gegen die Hauptgegner, die als reine Reaktionstests dürftig ausfallen.
Bob Mackey von 1UP vergab eine schwächere Wertung als die meisten anderen Magazine. Kritik übte er in erster Linie an der Gestaltung der Kampagne, die unglaubwürdig und unpassend wirke. Sie sei zu kurz und lasse dem Spieler im Gegensatz zu den anderen Elementen des Spiels zu wenige Handlungsmöglichkeiten. Auch die Entwicklung der Spielfigur sei wenig überzeugend. Die Möglichkeiten, Fähigkeiten zu erlangen seien zu stark an das Vorankommen in der Spielhandlung geknüpft. Auch sei dies zu leicht, sodass das eigentliche Konzept eines solchen Baumes, seine Figur zu spezialisieren, keinen Reiz entwickle. Ein weiterer Mangel sei die Mehrspieler-Komponente, die zu knapp geraten sei.
Benjamin Schmädig von 4Players übte ebenfalls einige Kritik an Far Cry 3. Er schrieb, das Spiel sei zu oberflächlich konzipiert. Es sei wenig überzeugend, dass das Spiel einerseits eine umfangreiche und mitreißende Handlung, andererseits ein Open-World-Konzept bieten wolle. Dadurch gerate die Handlung zu sehr in den Hintergrund. Auch wirken einige Minispiele und Nebenaufgaben eher störend als sinnvoll integriert, da weder ein Bezug zur Geschichte hergestellt wird, noch diese Spiele auf andere Weise eingebunden werden. So komme letztlich kein wirkliches Spielgefühl auf. Dabei biete das Spiel insbesondere bei Kämpfen herausragende Elemente. Bei den Konsolenversionen kritisierte der Autor zusätzlich Mängel bei der grafischen Darstellung, etwa Unschärfe und Screen Tearing.

### Handlung
Besondere Aufmerksamkeit in der Presse erfuhr die Handlung von Far Cry 3. Achim Fehrenbach von der Zeit beschrieb den Ansatz Yohalems, das Prinzip des Method Acting zu nutzen und die Handlung eng mit der Entwicklung der Hauptfigur zu kombinieren, als interessant, weil das Spiel sich dadurch von anderen namhaften Spielen abgrenze. Ludwig Jovanovic von der Rheinischen Post lobte die Inszenierung des Hauptgegners Vaas, der gleichermaßen faszinierend wie furchteinflößend sei. Jochen Gebauer von GameStar bezeichnete Vaas als aufrichtigen pathologischen Psychopathen, der ein wirklicher Gewinn für das Spiel sei.
John Walker von britischen Online-Magazin Rock, Paper, Shotgun lobte, dass die Hauptfigur sich spürbar entwickle. Nennenswert sei auch, dass die Spielfigur das Vorgehen, das Töten der Gegner, in den Zwischensequenzen oft hinterfrage. Auch integriere sich die Handlung gut in das Spielgeschehen. Weniger gelungen sei die Implementierung der einheimischen Rakyat. Elemente, die sich an spirituelle Riten wie Voodoo anlehnen, wirkten beschwerlich und unglaubwürdig. Ebenfalls wirken sie ohne das Eingreifen des Spielers hilflos und schwach, dies sei ein Anzeichen für Rassismus. Weiterhin gebe es im Spiel zu viele stereotype Literaturfiguren, etwa den edlen Wilden in Form von Jason. Wenig gelungen sei auch die Verwendung von Nebencharakteren, die nicht richtig in die Handlung integriert seien. Als Beispiel nennt der Autor die Figur Bambi Hughes, die, obwohl schauspielerisch überzeugend und anfänglich interessant gestaltet, letztlich zu oberflächlich wirke.
Kirk Hamilton von Kotaku bezeichnete die Handlung als flach. Ein großes Problem sei, dass sie inkonsistent wirke. Viele Elemente der Handlung, etwa der ernste Hintergrund, die CIA-Agenten und das regelmäßig entspannte Verhalten von Jasons Freunden passen nur schlecht zusammen. Weiterhin sei die Handlung an vielen Stellen schlicht unglaubwürdig, da sie zu nicht nachvollziehbaren Entwicklungen neige. So sei weder Jasons schnelle Entwicklung zum Soldaten, noch die Angewiesenheit der Einheimischen auf Hilfe, noch der Kampf gegen Vaas in ausreichendem Maß erklärt.
Mata Haggis von Gamasutra wertete Testberichte zu Far Cry 3 aus und ermittelte, dass kein Magazin auf die von Yohalem konstruierte Satire einging. Er schrieb, dass das Problem der Handlung sei, dass die satirisch-überzogenen Elemente der Erzählung nicht deutlich genug erkennbar wären. Dies liege zum Teil daran, dass die Spielmechaniken ebenfalls sehr unrealistisch sind. Dadurch trete die Handlung derart in den Hintergrund, dass die überspitzten Sequenzen nicht auffallen. Weiterhin seien die Themen, die das Spiel anzusprechen versucht, etwa Sexismus und Geschlechterrollen, bereits in den meisten anderen Videospielen als selbstverständlich dargestellt. Auch dadurch sei die Satire für Spieler nur schwer erkennbar.
In einem Interview kommentierte der Autor der Handlung, Jeffrey Yohalem, die kritischen Stimmen. Er wies die Vorwürfe der Schlichtheit und des Rassismus zurück und beschrieb, dass Far Cry 3 kontroverse Themen in überspitzter Weise darstellen und dadurch Diskussionen über diese Themen anregen sollte. Dafür, dass diese Diskussionen sich zu Kritik an der Handlung des Spiels entwickelten, sah er eine mangelnde Auseinandersetzung der Spieler mit der Erzählung und deren Aussagen als ursächlich an. Dadurch würden sie die Botschaften nicht erkennen oder missverstehen. Auch würden sie kaum versuchen, die zahlreichen im Spiel gemachten Anspielungen zu kombinieren. Beispielhaft nannte er die Namensgebung des Handlungsorts oder Zitate aus Alice im Wunderland, die regelmäßig in Menübildschirmen sichtbar sind. Den Grund dafür sah Yohalem darin, dass Spieler es gewohnt seien, dass die Handlung in Spielen eine nachrangige Rolle einnehme. Daher sei sie regelmäßig nicht dafür konzipiert, analysiert und interpretiert zu werden.

### Verkaufszahlen
Laut Ubisoft zählt Far Cry 3 zu den umsatzstärksten Spielen des Konzerns. Im ersten Verkaufsmonat wurden rund 850.000 Einheiten in Nordamerika abgesetzt. Damit belegte es in einer Statistik der NPD Group plattformübergreifend den sechsten Rang. Im Januar rückte es auf Rang zwei vor. In Europa war das Spiel ähnlich erfolgreich. In Großbritannien belegte das Spiel Mitte Januar Rang vier.
Bis Februar wurden weltweit 4,5 Millionen Einheiten abgesetzt. Mitte des Jahres erreichte das Spiel mehr als sechs Millionen Verkäufe. Im Oktober 2014 meldete der Publisher, von Far Cry 3 zehn Millionen Kopien verkauft zu haben.

### Auszeichnungen
Neben den zahlreichen positiven Kritiken wurde Far Cry 3 für einige Auszeichnungen nominiert, von denen es einige auch gewonnen hat. Zu den gewonnenen Preisen zählen neben Auszeichnungen führender Spielemagazine, etwa IGN, auch solche der British Academy of Film and Television Arts oder der International Game Developers Association.
| Preisverleihung                                | Kategorie                                             | Resultat  | Datum             |
| ---------------------------------------------- | ----------------------------------------------------- | --------- | ----------------- |
| Game Developers Choice Awards                  | Best Technology                                       | Gewonnen  | März 2012         |
| Game Developers Choice Awards                  | Best Visual Arts                                      | Nominiert | März 2012         |
| British Academy Video Games Awards             | Action Game in 2013                                   | Gewonnen  | Februar 2013      |
| British Academy Video Games Awards             | Artistic Achievement in 2013                          | Nominiert | Februar 2013      |
| British Academy Video Games Awards             | Audio Achievement in 2013                             | Nominiert | Februar 2013      |
| British Academy Video Games Awards             | Best Game in 2013                                     | Nominiert | Februar 2013      |
| British Academy Video Games Awards             | Game Design in 2013                                   | Nominiert | Februar 2013      |
| British Academy Video Games Awards             | Story in 2013                                         | Nominiert | Februar 2013      |
| Inside Gaming Awards                           | Best Character Design                                 | Nominiert | 10. Dezember 2012 |
| Interactive Achievement Awards                 | Game of the Year                                      | Nominiert | Februar 2013      |
| Interactive Achievement Awards                 | Outstanding Achievement in Game Direction             | Nominiert | Februar 2013      |
| Interactive Achievement Awards                 | Action Game of the Year                               | Nominiert | Februar 2013      |
| Interactive Achievement Awards                 | Outstanding Achievement in Animation                  | Nominiert | Februar 2013      |
| Interactive Achievement Awards                 | Outstanding Achievement in Art Direction              | Nominiert | Februar 2013      |
| Interactive Achievement Awards                 | Outstanding Character Performance                     | Nominiert | Februar 2013      |
| Interactive Achievement Awards                 | Outstanding Achievement in Original Music Composition | Nominiert | Februar 2013      |
| Golden Joystick Awards                         | Best Gaming Moment                                    | Gewonnen  | Oktober 2013      |
| Golden Joystick Awards                         | Best Visual Design                                    | Nominiert | Oktober 2013      |
| Golden Joystick Awards                         | Game of the Year                                      | Nominiert | Oktober 2013      |
| Game Audio Network Guild Awards                | Best Audio Mix                                        | Gewonnen  | September 2013    |
| Game Audio Network Guild Awards                | Best Dialogue                                         | Gewonnen  | September 2013    |
| Game Audio Network Guild Awards                | Audio of the Year                                     | Nominiert | September 2013    |
| Game Audio Network Guild Awards                | Sound Design of the Year                              | Nominiert | September 2013    |
| National Academy of Video Game Trade Reviewers | Control Design, 3D                                    | Gewonnen  | 24. März 2013     |
| National Academy of Video Game Trade Reviewers | Graphics, Technical                                   | Gewonnen  | 24. März 2013     |
| National Academy of Video Game Trade Reviewers | Game of the Year                                      | Nominiert | 24. März 2013     |
| National Academy of Video Game Trade Reviewers | Art Direction, Contemporary                           | Nominiert | 24. März 2013     |
| National Academy of Video Game Trade Reviewers | Direction in a Game Cinema                            | Nominiert | 24. März 2013     |
| National Academy of Video Game Trade Reviewers | Game Design, Franchise                                | Nominiert | 24. März 2013     |
| National Academy of Video Game Trade Reviewers | Lead Performance in a Drama                           | Nominiert | 24. März 2013     |
| National Academy of Video Game Trade Reviewers | Lighting/Texturing                                    | Nominiert | 24. März 2013     |
| National Academy of Video Game Trade Reviewers | Original Dramatic Score, Franchise                    | Nominiert | 24. März 2013     |
| National Academy of Video Game Trade Reviewers | Sound Effects                                         | Nominiert | 24. März 2013     |

## Fortsetzungen

### Far Cry 3: Blood Dragon
Am 30. April 2013 erschien Far Cry 3: Blood Dragon in Nordamerika. Trotz seines Namens besitzt das Spiel inhaltlich keine Bezüge zu Far Cry 3. Stattdessen spielt es im Jahr 2007 in einer dystopischen Welt nach einem Atomkrieg. Die Rahmenhandlung handelt vom amerikanischen, mit kybernetischen Implantaten ausgerüsteten Soldaten Rex Colt, der auf eine entlegene Insel geschickt wird, um den kriminellen Agenten Colonel Sloan auszuschalten.
Spielerisch übernimmt das Spiel einige Elemente von Far Cry 3, darunter die frei begehbare Spielwelt, die Eroberung von Stützpunkten und die vielen sammelbaren Gegenstände. Die Rollenspiel-Komponenten wurden entweder stark vereinfacht übernommen oder vollständig entfernt.
Blood Dragon wurde von der Fachpresse positiv aufgenommen. Häufige Beachtung fand das Szenario, das sich durch zahlreiche Parodien von Comics und Actionfilmen der 80er-Jahre auszeichne. Carsten Görig vom Spiegel schrieb, dass die vielschichtigen Anspielungen zu gefallen wissen.

### Far Cry 4

Logo von Far Cry 4

Im November 2014 erschien mit Far Cry 4 ein Nachfolger, der auf dem Konzept des Vorgängers aufbaut. Der Spieler übernimmt die Rolle von Ajay Ghale, der im fiktiven Land Kyrat im Himalaya gegen den selbsternannten König Pagan Min kämpft. Dabei unterstützt ihn der „Goldene Pfad“, eine einheimische Rebellengruppe.
Auch Far Cry 4 erhielt von der Fachpresse überwiegend positive Bewertungen. Tester lobten die große und lebendige Spielwelt. Allerdings übten einige Autoren Kritik an der starken Ähnlichkeit zum Vorgänger und bemängelten eine vergleichsweise schwache Handlung.